# Camino de tierra

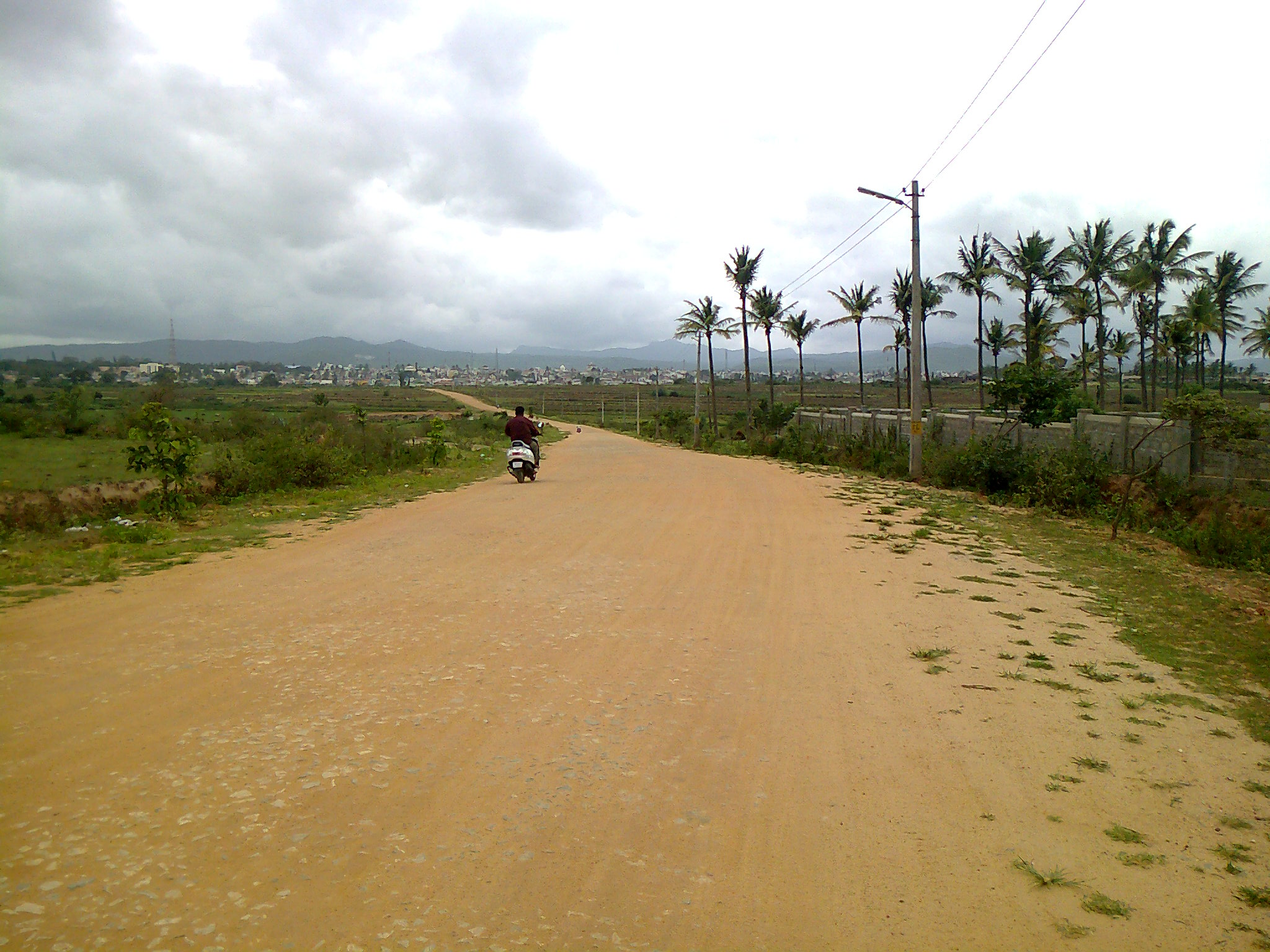
Camino de tierra en Chikmagalur, India.

Un camino de tierra es un tipo de camino no asfaltado hecho con el material propio de la superficie que atraviesa. Los caminos de tierra requieren mayor mantenimiento para estar en condiciones ya que son propensos a generar barro con las lluvias, a levantar mucha polvareda y a formar baches grandes por la lluvia. Por esto, brindan una menor transitabilidad que los caminos de ripio y los asfaltados, pero también requieren un menor costo de inversión.
Los caminos de tierra tienen diferentes características de acuerdo con el suelo y la geología del lugar por el que pasan. Pueden ser de tierra colorada (por ejemplo en la provincia argentina de Misiones y sur de Brasil y Paraguay) o negra, más o menos arenosos, tener más o menos componentes de piedra. 

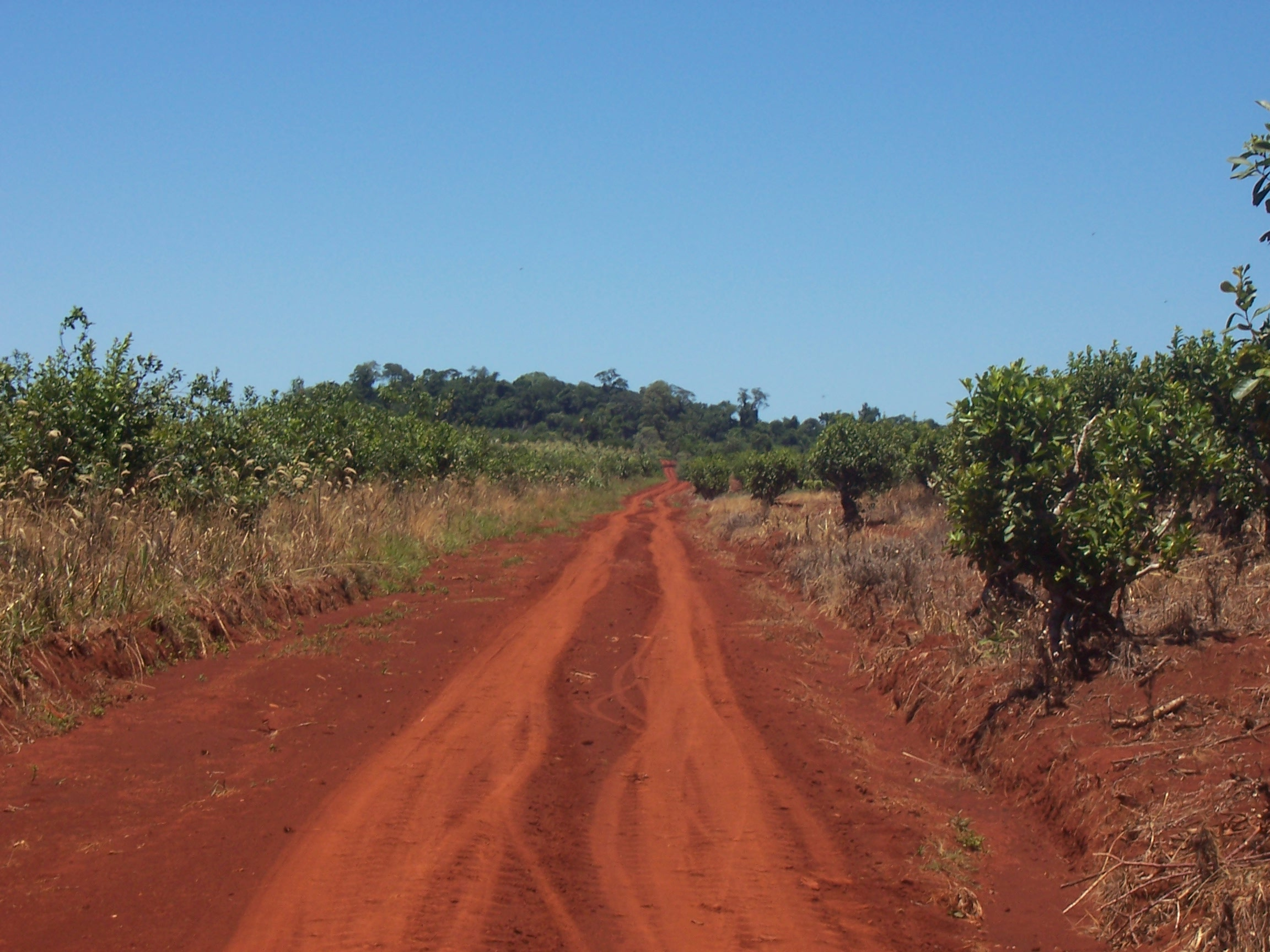
Típico camino rural de tierra colorada (laterita), en la provincia de Misiones, Argentina.

Son caminos comunes en áreas rurales y por lo general son estrechos y de bajo tránsito, aunque en muchos países también puede haber rutas nacionales de tierra. En muchos países en vías de desarrollo son parte de las áreas metropolitanas de algunas ciudades, y pueden incluso ser calles y avenidas importantes, de un ancho considerable.
Mientras que los caminos de ripio normalmente pueden ser transitados por automóviles comunes, los caminos de tierra muchas veces pueden ser transitados solamente por camiones o vehículos cuatro por cuatro, especialmente en épocas de lluvia ya que es fácil quedar atascado en arena o barro.